# Lynmouth
Lynmouth est un village du comté de Devon, dans le parc national d'Exmoor, en Angleterre.

## Géographie
Le village de Lynmouth se situe à la confluence de la West Lyn River et de l'East Lyn River, dans une gorge de 200 mètres de profondeur, sous le village de Lynton avec lequel il forme la paroisse civile de Lynton and Lynmouth et auquel il est relié par un funiculaire, le Lynton and Lynmouth Cliff Railway.
Les villages de Lynton et Lynmouth sont jumelés avec Bénouville, en France.

## Histoire
Dans la nuit du 15 au 16 août 1952, le village a été victime d'une inondation qui a fait 34 morts et 420 sans abri.

## Galerie

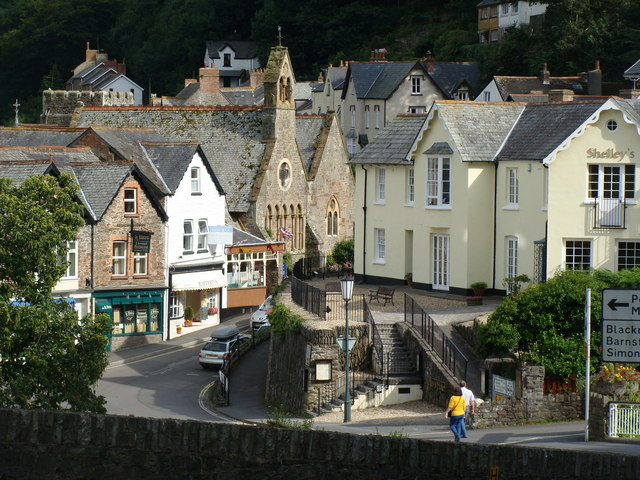
Le village de Lynmouth.
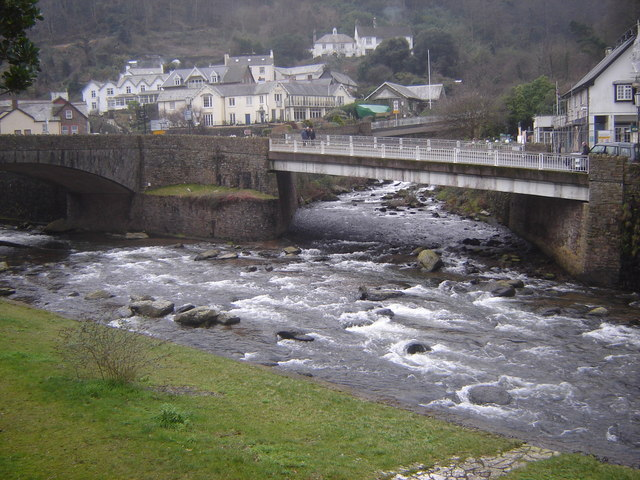
Confluence de la West Lyn River et de l'East Lyn River à Lynmouth.
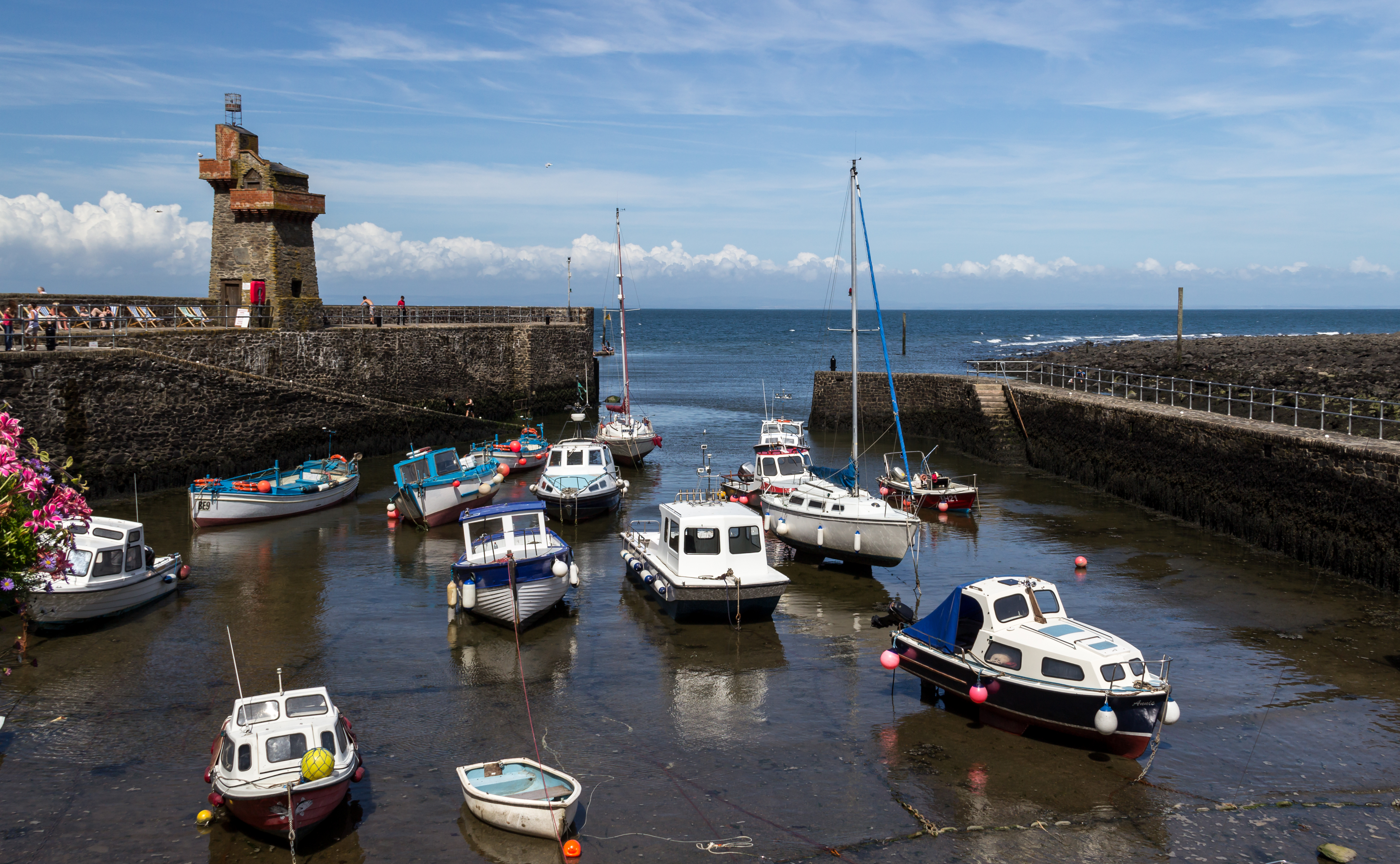
Le port de Lynmouth.
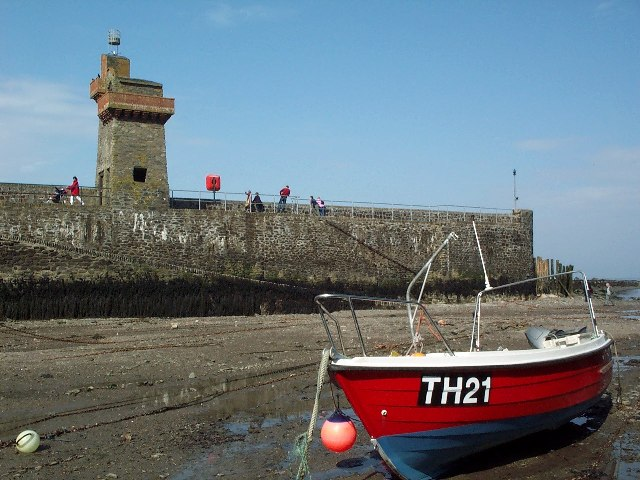
Le port de plaisance de Lynmouth.
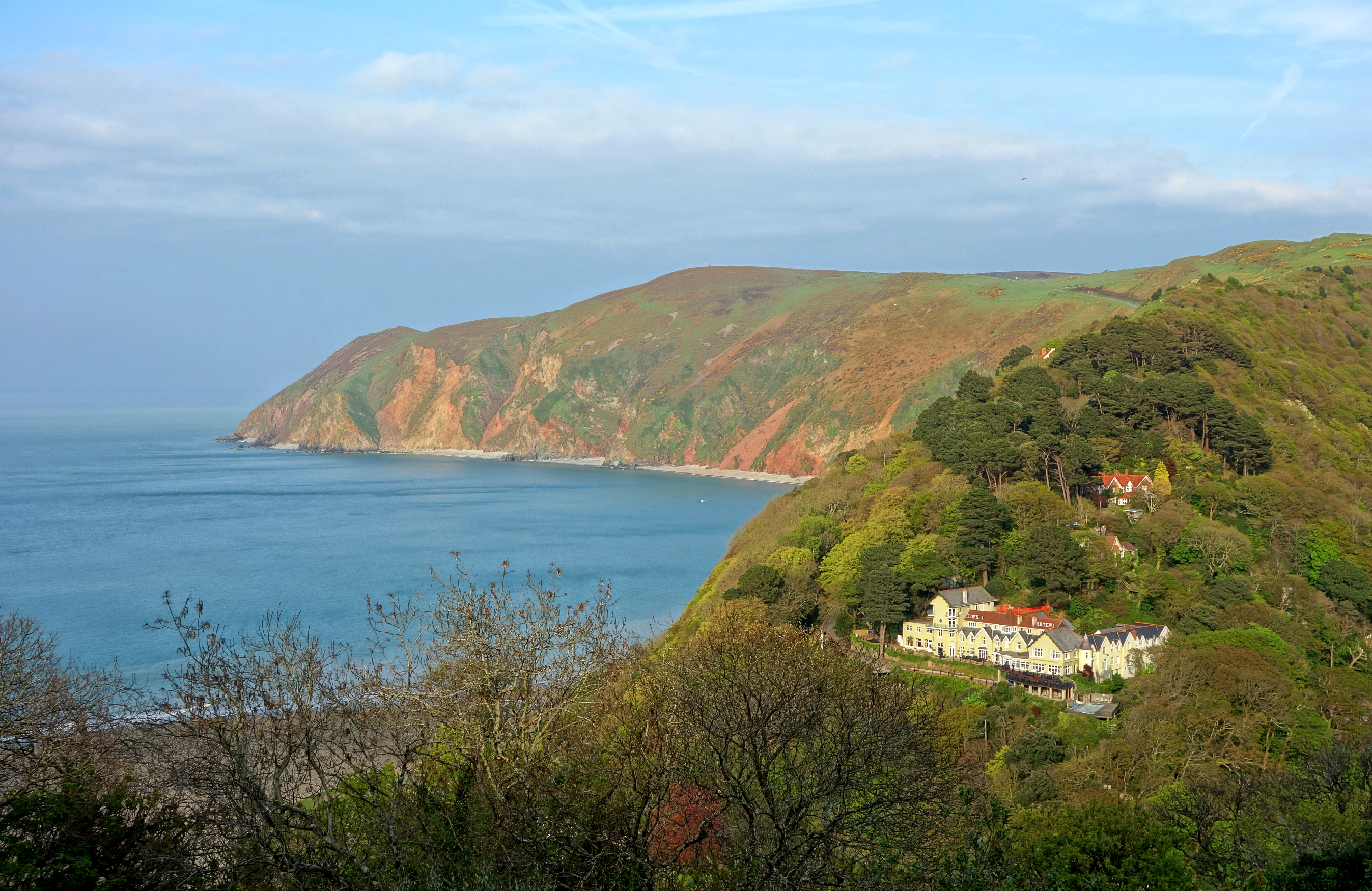
La baie de Lynmouth vue depuis Lynton.
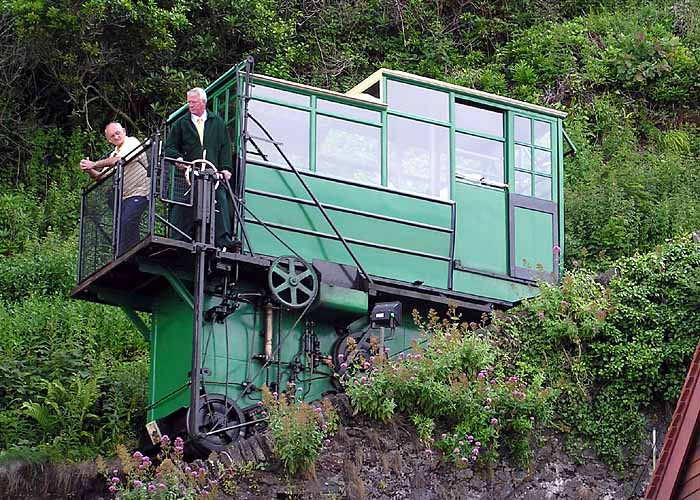
Une voiture du funiculaire qui relie Lynmouth à Lynton, la Lynton and Lynmouth Cliff Railway.